# Itarantim (kommun)
Itarantim är en kommun i Brasilien.   Den ligger i delstaten Bahia, i den östra delen av landet, 800 km öster om huvudstaden Brasília. Antalet invånare är 18 548.
Följande samhällen finns i Itarantim:
- Itarantim

Omgivningarna runt Itarantim är huvudsakligen savann. Runt Itarantim är det glesbefolkat, med 9 invånare per kvadratkilometer.